# Масерија Колучи (Потенца)
Масерија Колучи (итал. Masseria Colucci) је насеље у Италији у округу Потенца, региону Базиликата.
Према процени из 2011. у насељу је живело 29 становника. Насеље се налази на надморској висини од 824 м.